# Стютзайм-Оффенайм
Стютзайм-Оффенайм (фр. Stutzheim-Offenheim) — коммуна на северо-востоке Франции в регионе Гранд-Эст (бывший Эльзас — Шампань — Арденны — Лотарингия), департамент Нижний Рейн, округ Саверн, кантон Буксвиллер. До марта 2015 года коммуна административно входила в состав упразднённого кантона Трюштерсайм (округ Страсбур-Кампань).
Площадь коммуны — 7,14 км², население — 1502 человека (2006) с тенденцией к стабилизации: 1415 человек (2013), плотность населения — 198,2 чел/км².

## Население
Население коммуны в 2011 году составляло 1446 человек, в 2012 году — 1429 человек, а в 2013-м — 1415 человек.
| 1962 | 1968 | 1975 | 1982 | 1990 | 1999 | 2006 | 2008 | 2011 | 2012 | 2013 |
| ---- | ---- | ---- | ---- | ---- | ---- | ---- | ---- | ---- | ---- | ---- |
| 235  | 236  | 535  | 634  | 982  | 1426 | 1502 | 1484 | 1446 | 1429 | 1415 |

Динамика населения:

## Экономика
В 2010 году из 1019 человек трудоспособного возраста (от 15 до 64 лет) 771 были экономически активными, 248 — неактивными (показатель активности 75,7 %, в 1999 году — 74,1 %). Из 771 активных трудоспособных жителей работали 733 человека (367 мужчин и 366 женщин), 38 числились безработными (17 мужчин и 21 женщина). Среди 248 трудоспособных неактивных граждан 113 были учениками либо студентами, 103 — пенсионерами, а ещё 32 — были неактивны в силу других причин.

## Достопримечательности (фотогалерея)

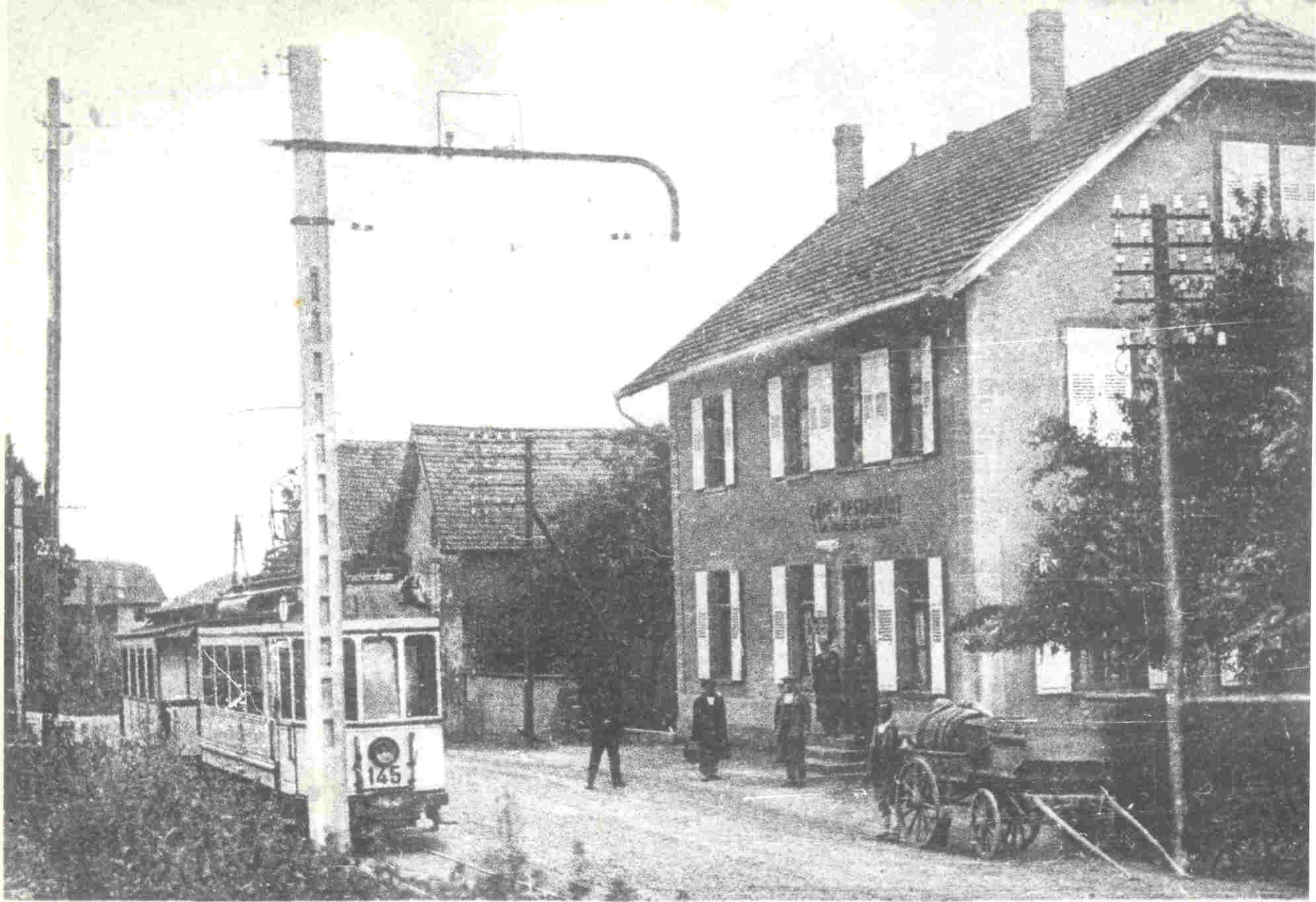
Трамвайный маршрут Страсбург—Трюштерсайм включал в себя остановки в коммуне Оффенайм (на фото, 1925 год), а также Стютзайм.
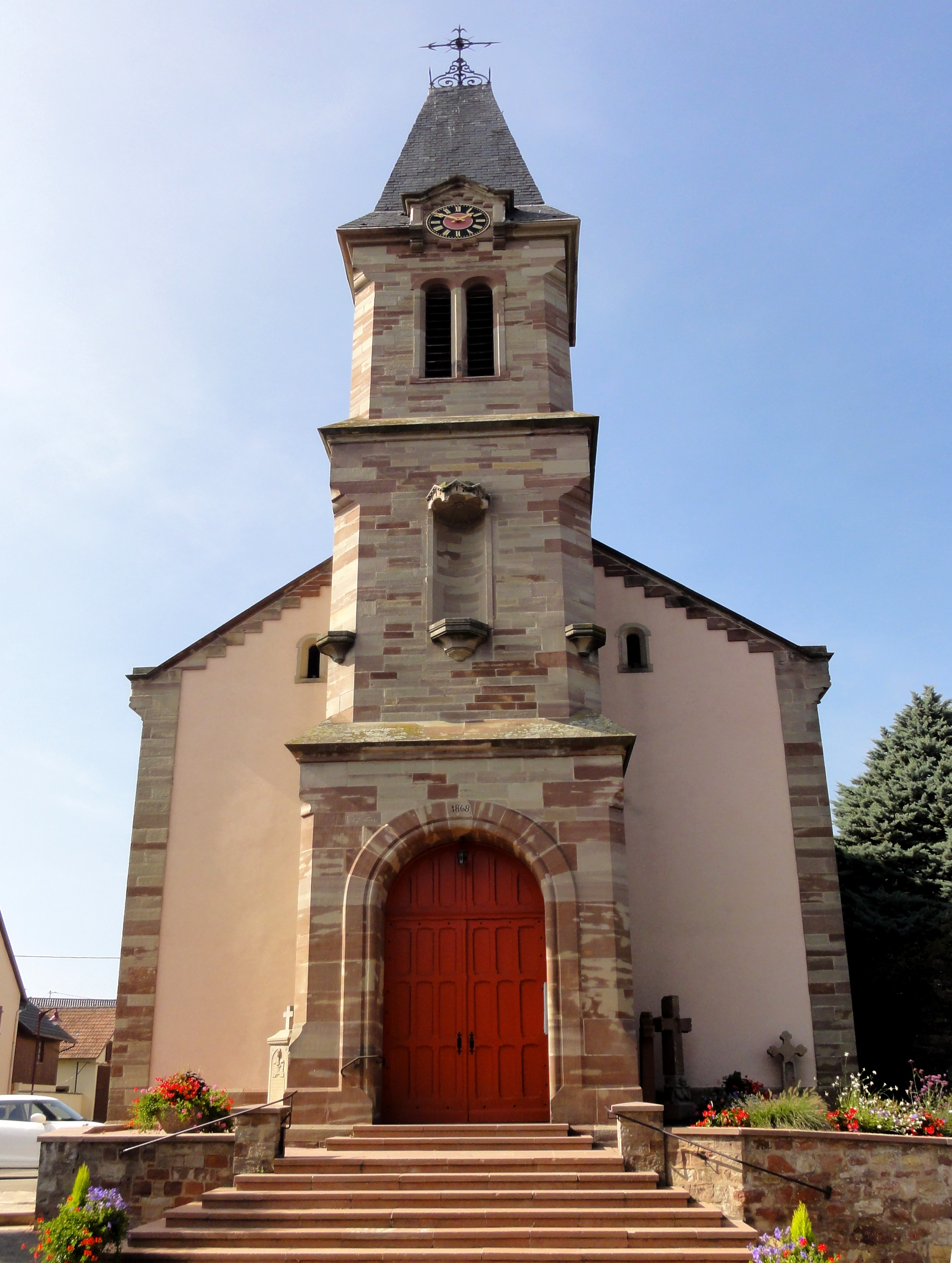
Церковь святых Петра и Павла (Стютзайм)
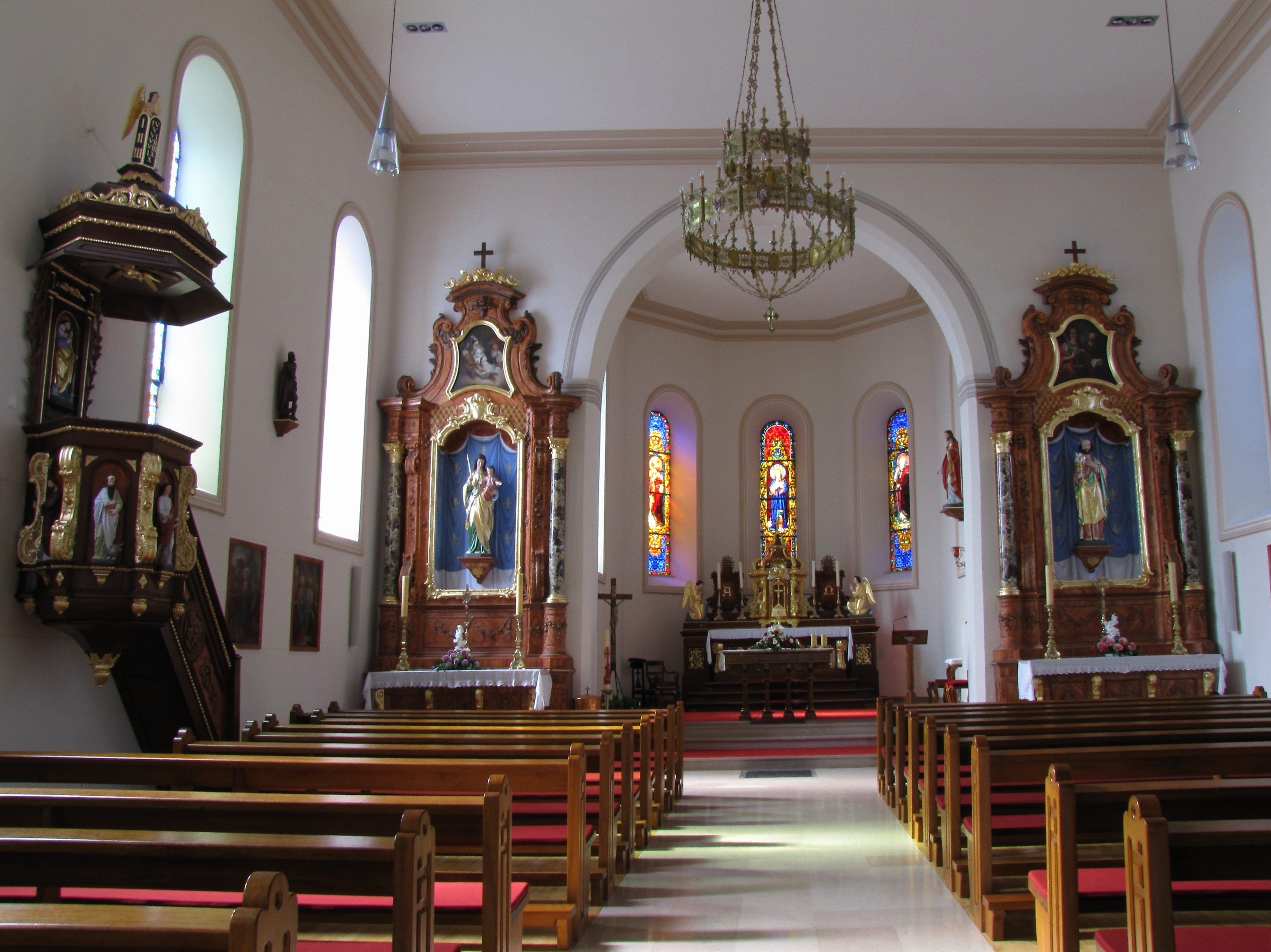
Интерьер, вид на алтарь
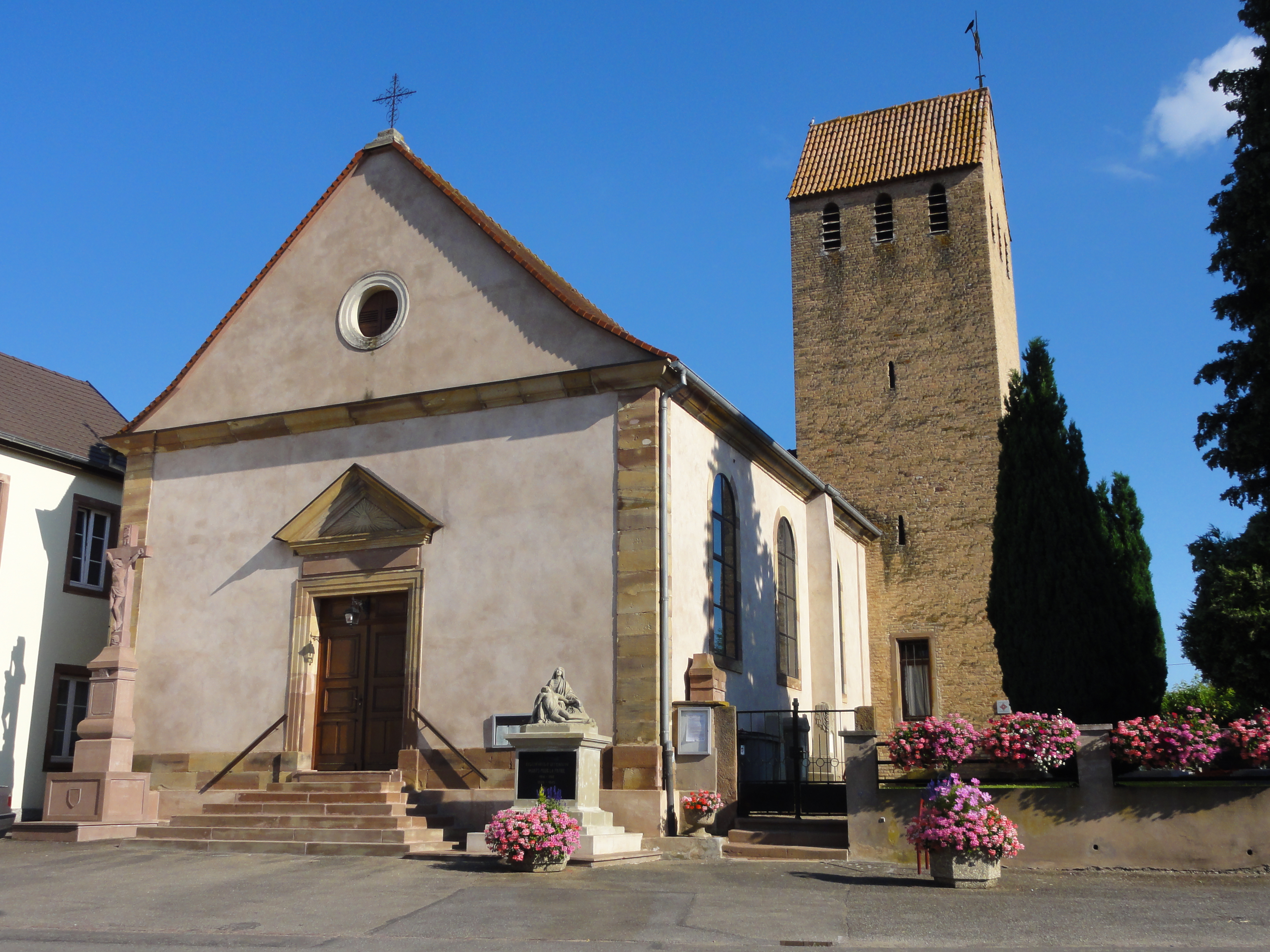
Церковь Сент-Арбогаст (Оффенайм)
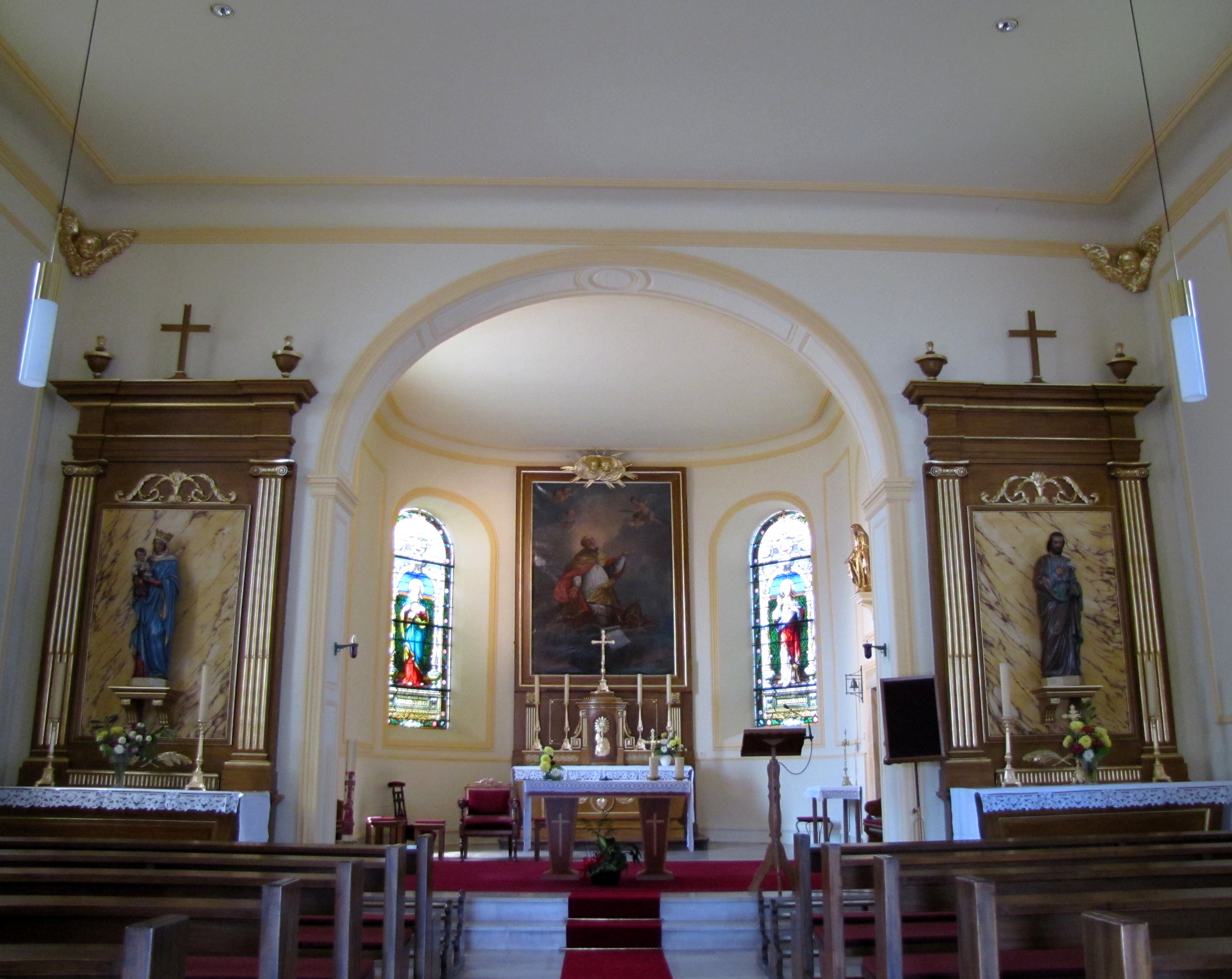
Интерьер, вид на алтарь